# Puchar BVA mężczyzn (2013)
Puchar BVA mężczyzn 2013 (oficjalnie: Halkbank BVA Cup 2013) – szósta edycja turnieju o puchar krajów bałkańskich organizowanego przez Balkan Volleyball Association (BVA). Rozgrywki odbyły się w dniach 4-6 października 2013 roku w Tiranie.
W Pucharze BVA 2013 wzięły udział 3 zespoły. Rozegrały one między sobą po jednym meczu.
Puchar BVA zdobył klub İstanbul Büyükşehir Belediyesi. Uzyskał on prawo gry w sezonie 2013/2014 w Pucharze Challenge.

## Drużyny uczestniczące
| Państwo | Drużyna                    |
| ------- | -------------------------- |
| Albania | Studenti Tirana            |
| Serbia  | Vojvodina NS seme Nowy Sad |
| Turcja  | Fenerbahçe Grundig         |

## Hala sportowa
| Pałac Sportu "Asllan Rusi" |
| -------------------------- |
| Tirana                     |
| Pojemność: 4000 miejsc     |

## Rozgrywki

### Tabela
| Lp. | Drużyna                    | Pkt | Mecze | Mecze   | Mecze   | Sety | Sety | Sety  | Małe punkty | Małe punkty | Małe punkty |
| Lp. | Drużyna                    | Pkt | M     | W (3:2) | P (2:3) | wyg. | prz. | ratio | zdob.       | str.        | ratio       |
| --- | -------------------------- | --- | ----- | ------- | ------- | ---- | ---- | ----- | ----------- | ----------- | ----------- |
| 1   | Fenerbahçe Grundig         | 6   | 2     | 2 (0)   | 0 (0)   | 6    | 0    | MAX   | 150         | 89          | 1.685       |
| 2   | Studenti Tirana            | 2   | 2     | 1 (1)   | 1 (0)   | 3    | 5    | 0.600 | 145         | 180         | 0.806       |
| 3   | Vojvodina NS seme Nowy Sad | 1   | 2     | 0 (0)   | 2 (1)   | 2    | 6    | 0.333 | 150         | 176         | 0.852       |

Źródło: Balkan Volleyball Association (ang.)
Punktacja: 3:0 i 3:1 – 3 pkt; 3:2 – 2 pkt; 2:3 – 1 pkt; 1:3 i 0:3 – 0 pkt
Zasady ustalania kolejności: 1. liczba punktów; 2. stosunek setów; 3. stosunek małych punktów; 4. bilans w bezpośrednich meczach

### Wyniki spotkań
| Data       | Godzina | Drużyna 1          | Wynik | Drużyna 2                  | Set 1 | Set 2 | Set 3 | Set 4 | Set 5 |
| ---------- | ------- | ------------------ | ----- | -------------------------- | ----- | ----- | ----- | ----- | ----- |
| 04.10.2009 | 18:00   | Studenti Tirana    | 0:3   | Fenerbahçe Grundig         | 17:25 | 11:25 | 16:25 |       |       |
| 05.10.2009 | 18:00   | Fenerbahçe Grundig | 3:0   | Vojvodina NS seme Nowy Sad | 25:12 | 25:13 | 25:20 |       |       |
| 06.10.2009 | 16:00   | Studenti Tirana    | 3:2   | Vojvodina NS seme Nowy Sad | 25:20 | 20:25 | 15:25 | 25:21 | 16:14 |

## Klasyfikacja końcowa
| Miejsce | Klub                       |
| ------- | -------------------------- |
| 1       | Fenerbahçe Grundig         |
| 2       | Studenti Tirana            |
| 3       | Vojvodina NS seme Nowy Sad |